# Klariská
Klariská ulice je ulice v historickém centru bratislavského Starého Města.

## Dějiny
Vznikla v druhé polovině 13. století podél kláštera cisterciánek. Dolní roh ulice za palácem uherské královské komory se nazýval "Pískový kout" nebo "Sandwinkel". Horní část ulice při hradbách města se nazývala "svinský kout", možná kvůli tomu, že bývala znečištěná. Podél hradeb měli řemeslníci své provozy, které byly přemístěny ze středu města prý kvůli zápachu.
Po zbourání městských hradeb byl přechod na kapucínský ulici vyřešen schody. V roce 1985 byl pod kapucínské vybudován podchod směrem na Staromestskou.

## Stavby
Významné stavby na klarisky jsou hlavně kostel a klášter klarisek, v současnosti využíván jako koncertní síň. Sídlí zde jistá část Univerzitní knihovny. V roce 2002 proběhla rekonstrukce kláštera, přičemž kostel se měl rekonstruovat v letech 2005-2007.